# 吉村くん
吉村くん（よしむらくん）は、かつてマセキ芸能社で活動していたお笑い芸人。

## 概要・略歴
当初は相方の石田一也と「生きる」というコンビで活動し、GAHAHAキングなどの番組に出演。この頃は「吉村 精一郎」という名義で活動していたが、その後芸名を本名の「吉村 浩志」に戻す。
1997年に「UN FACTORY カボスケ」で共演した演出家・構成作家の村山ひとし（元La.おかき）と企画制作集団「チョップ・インターナショナル」を立ち上げた。
もやしっこ的風貌で味のある芸人。
「ものまねシリーズ！（体で形を作って）･･･島根県。」などシュールなネタが持ち味。

## 出演
- GAHAHAキング 爆笑王決定戦（テレビ朝日）※「生きる」時代の出演
- Mars TV（フジテレビ）
- UN FACTORY カボスケ（フジテレビ）